# The Alchemist Discovering Phosphorus
The Alchemist Discovering Phosphorus é uma pintura de Joseph Wright of Derby completada em 1771 e posteriormente retrabalhada em 1795, localizada no Derby Museum and Art Gallery.

O título completo da obra é "The Alchymist, in Search of the Philosopher’s Stone, Discovers Phosphorus, and prays for the successful Conclusion of his operation, as was the custom of the Ancient Chymical Astrologers". O título "O Alquimista" refere-se à descoberta do fósforo pelo alquimista Henning Brand em 1669. Esta história foi muitas vezes impressas em populares livros de química ao longa da vida de Wright, e era amplamente conhecido.

## Descrição
A pintura retrata um alquimista tentando produzir a pedra filosofal, que poderia transformar metais comuns em ouro, mas, para sua surpresa, acaba descobrindo o fósforo.

## História
Desde a sua exposição no ano de 1771, o quadro tem provocado muitas interpretações contraditórias. Seu mistério, perturbou os espectadores do século XVIII, e apesar de Wright ter sido um artista reconhecido internacionalmente, a pintura não foi vendido quando ele exibiu. A imagem foi para a Itália com Wright durante 1773-1775, voltou para a Inglaterra e foi retrabalhada em 1795, mas só foi vendido quatro anos após sua morte, quando seus bens foram leiloados na Christie's.